# Oranienburgs slott

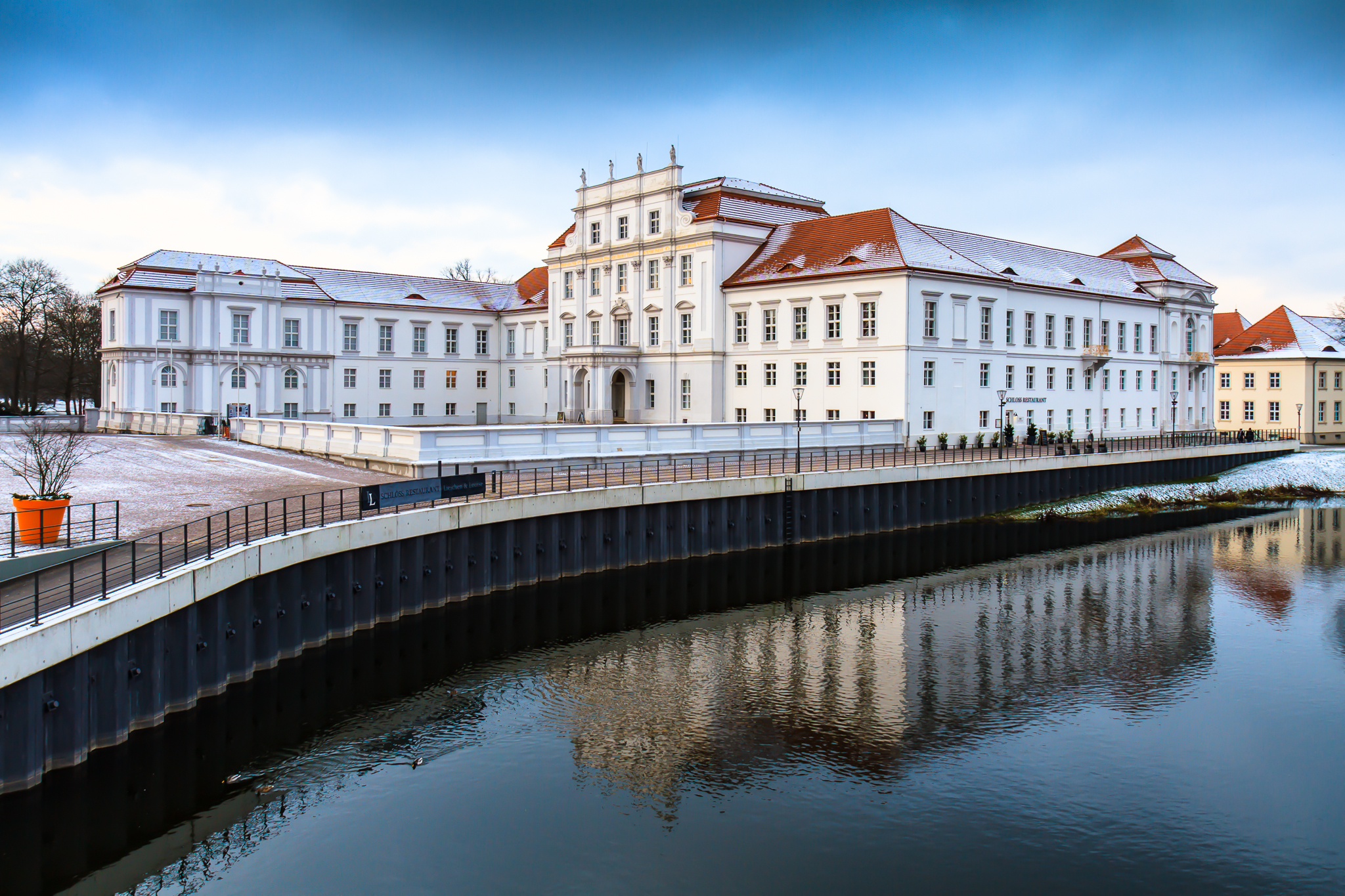
Oranienburgs slott i januari 2013.

Oranienburgs slott, tyska: Schloss Oranienburg, är ett barockslott i den tyska staden Oranienburg i Brandenburg.

## Historia
Under medeltiden lät markgrevarna av Brandenburg uppföra en borganläggning i den slaviska bosättningen Bothzowe, som på tyska blev Bötzow. Borgen omnämns första gången 1288 och låg på en ö i floden Havel som kontrollerade flodövergången på denna plats. Efter att det äldre furstehuset Askanien utslocknat i Brandenburg kom borgen att växla ägare flera gånger, innan den 1485 under kurfurst Johan Cicero av Brandenburg slutligen permanent kom under huset Hohenzollerns kontroll. Kurfurst Joakim II lät uppföra ett jaktslott här på platsen för den gamla borgen 1551, då han ansåg omgivningarna lämpliga för jakt. Under dennes efterträdare Johan Georg genomfördes en större ombyggnad i renässansstil 1579 och de centrala delarna av slottets huvudbyggnad härstammar från Joakim II:s och Johan Georgs tid.

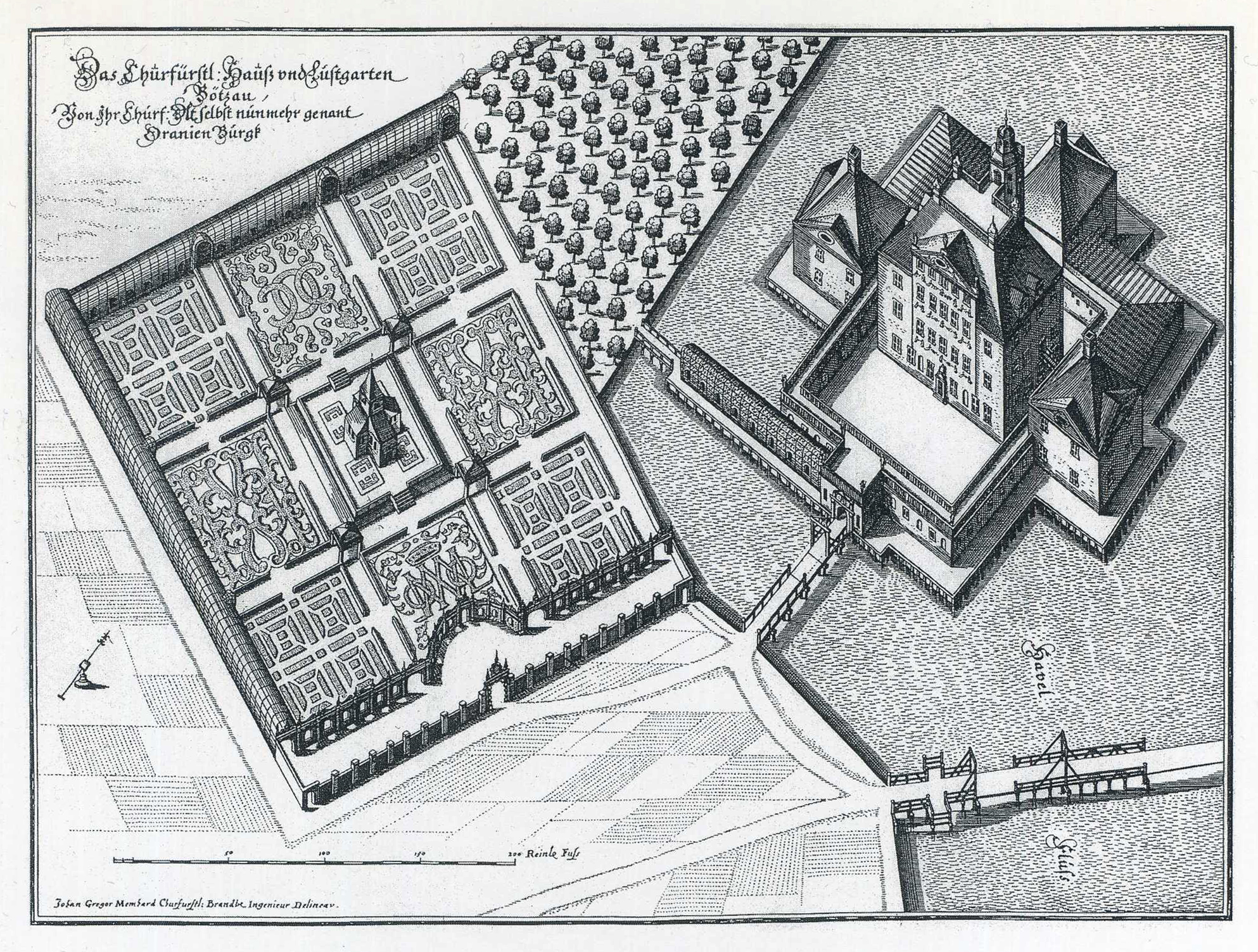
Oranienburgs slott 1652, efter ombyggnaden i nederländsk barockstil. Kopparstick av Matthäus Merian den äldre.

Bötzows slottslän pantsattes till fru von dem Knesebeck 1642. Theodor Fontane berättar att kurfursteparet Fredrik Vilhelm av Brandenburg och Lovisa Henrietta av Oranien-Nassau besökte Bötzow 1650 och att kurfurstinnan blev begeistrad av omgivningarna, som påminde om hennes nederländska hemtrakter. Fredrik Vilhelm skänkte henne Bötzows slottslän som livgeding samma år. Kurfurstinnan lät bygga ut renässansjaktslottet till ett barockslott i holländsk stil, vilket var det första i sitt slag i Brandenburg. Arkitekt var Johann Gregor Memhardt. Sydväst om slottet anlades en kvadratisk slottsträdgård, där kurfurstinnan bland annat kultiverade träd, blommor och grönsaker. Här infördes tidigt odling av blomkål och potatis i Brandenburg.
Kurfursten lät döpa om slottet till Oranienburg efter sin hustrus släktnamn, huset Oranien, och även staden Bötzow kom att överta namnet. 1655 firades färdigställandet av slottet och arbetena avstannade därefter. Oranienburgs slott är ett av fyra barockslott i Tyskland som uppkallats efter Lovisa Henrietta av Oranien-Nassau och hennes systrar, som gift in sig i olika tyska furstehus.
Fredrik Vilhelms son, Fredrik I av Preussen, lät bygga ut slottet i italiensk och fransk barockstil, efter ritningar av Johann Arnold Nering och Johann Friedrich Eosander von Göthe. Vid denna tid uppstod slottets norra flyglar som gav det en H-form. Eosander von Göthe uppförde också porslinsgalleriet, det nya trapphuset och den orangea salen. 
Fredrik I:s efterföljare Fredrik Vilhelm I uppehöll sig sällan på slottet och lät endast utföra nödvändigt underhåll.
Fredrik II skänkte 1742 slottet som residens till sin yngre bror, arvprins August Vilhelm av Preussen och hans hustru Lovisa Amalia av Braunschweig-Wolfenbüttel. Under prinsparets tid renoverades slottets inredning efter tidens smak och ombyggnader genomfördes under ledning av Johann Gottfried Kemmeter. Under en kort tid blomstrade hovlivet i Oranienburg upp, och August Vilhelm underhöll här bland annat sina bröder Henrik av Preussen och August Ferdinand av Preussen. När August Vilhelm tidigt avled 1758 kom Lovisa Amalia att behålla slottet som änkesäte fram till sin död 1780. 
1794 skänkte August Vilhelms son, kung Fredrik Vilhelm II slottet till kronprinsessan av Preussen, Louise av Mecklenburg-Strelitz, och kronprinsparet Fredrik Vilhelm och Louise bodde på slottet sommartid under åren 1794–1795.
1802 såldes slottet till apotekaren och fabrikören Johann Gottfried Hempel, för användning som bomullsväveri. Tillverkningen kom dock efter några år att avstanna till följd av Napoleonkrigen. Hempels son, Georg Friedrich Albrecht Hempel, startade 1814 en svavelsyrafabrik i slottet. 1832 förstatligades kemifabriken och ledningen övertogs av den kände kemisten Friedlieb Ferdinand Runge, som här 1833 upptäckte anilin och fenol i stenkolstjära. Samma år eldhärjades slottets huvudbyggnad och flera historiska rum förstördes, bland dessa den orangea salen. 1835 inleddes tillverkningen av stearinljus här och 1840 tillverkning av paraffinljus. En ny brand 1842 förstörde den sydöstra flygeln, som aldrig återuppfördes. 1848 flyttades fabrikstillverkningen till modernare lokaler vid Mühlenfeld, och under en kortare period övergick slottet till den kungliga slottsförvaltningen, som lät hyra ut det till privata intressenter.
1858 byggdes slottet om till lärarseminarium, vilket det användes som fram till 1925. Slottsträdgården gjordes om till park med början 1878.
Under Nazityskland användes slottet som kasernbyggnad av SS från 1933 till 1937, och bland annat användes det som kaserner av dödskalleförbanden som vaktade koncentrationslägret Sachsenhausen utanför Oranienburg. Därefter blev slottet polishögskola och 1938 uppfördes den norra annexbyggnaden för polisskolan. Bombangreppen under andra världskriget orsakade omfattande skador. Under åren 1948 till 1954 restaurerades slottsbyggnaden och efter en kortare periods användning av Röda armén kom slottet 1952 att bli officershögskola i det östtyska försvaret och därefter kasern för de östtyska gränstrupperna fram till 1990. 1997 inleddes omfattande renoveringsarbeten på slottet och sedan 2001 är slottet museum. Förutom slottsmuseet som drivs av stiftelsen för de preussiska kungliga slottens förvaltande är även länsmuseet för Landkreis Oberhavel inrymt i en av flyglarna.